# Sinibaldo Doria
Sinibaldo Doria (1664. – 1733.) bio je talijanski biskup i kardinal.
Dodijeljen mu je 17. prosinca 1731. kardinalski naslov hrvatske crkve svetog Jeronima u Rimu. Umro je 4. prosinca 1733.

### Članci
- Bogdan, Jure. 2005. Hrvatska crkva svetog Jeronima u Rimu i njezini kardinali naslovnici. Crkva u svijetu. Sveučilište u Splitu - Katolički bogoslovni fakultet. Split. 40 (2): 187–205